# Cryptogemma quentinensis
Cryptogemma quentinensis is een slakkensoort uit de familie van de Turridae. De wetenschappelijke naam van de soort is voor het eerst geldig gepubliceerd in 1919 door Dall.